# Francesco Molinari
Francesco Molinari (* 8. listopadu 1982 Turín) je italský golfista. Je absolventem Turínské univerzity, dvakrát se stal amatérským mistrem Itálie, od roku 2004 hraje profesionálně a od roku 2005 působí v sérii PGA European Tour. Získal titul na šesti turnajích European Tour a dvou turnajích PGA Tour. V roce 2018 vyhrál The Open Championship a stal se tak prvním italským vítězem turnaje kategorie „major“. Byl členem vítězného týmu na Arnold Palmer Cupu 2004, Světovém poháru v golfu 2009, Seve Trophy 2013 a Ryder Cupu 2010, 2012 a 2018. V roce 2018 byl nejúspěšnějším hráčem Ryder Cupu, když získal všech pět vítězství. Jeho nejlepším umístěním na světovém žebříčku bylo páté místo. Je ženatý, má dvě děti. Profesionálním golfistou je také jeho starší bratr Edoardo Molinari.